# Atletica leggera ai Giochi della XXVIII Olimpiade - Getto del peso maschile

Video della Finale (prima parte)

Video della Finale (seconda parte)

Il getto del peso ha fatto parte del programma di atletica leggera maschile ai Giochi della XXVIII Olimpiade. La competizione si è svolta il 18 agosto 2004 nell'antico Stadio di Olimpia. Vi hanno preso parte 39 atleti.

## Presenze ed assenze dei campioni in carica
| Competizione         | Atleta           | Prestazione | Atene 2004 |
| -------------------- | ---------------- | ----------- | ---------- |
| Olimpiadi 2000       | Arsi Harju       | 21,29 m     | Assente    |
| Commonwealth 2002    | Justin Anlezark  | 20,91 m     | Presente   |
| Europei 2002         | Tomasz Majewski  | 21,00 m     | Presente   |
| Coppa del mondo 2002 | Adam Nelson      | 20,80 m     | Presente   |
| Panamericani 2003    | Reese Hoffa      | 20,95 m     | Presente   |
| Mondiali 2003        | Andrėj Michnevič | 21,69 m     | Presente   |
|                      |                  |             |            |
| Mondiali junior 2000 | Rutger Smith     | 19,48 m     | Presente   |

1. ↑  La sfera pesa 6 kg.

## Gara
Qualificazioni - Sei atleti ottengono la misura richiesta di 20,40. A questi vengono aggiunti i sei migliori lanci. Il miglior lancio è di Adam Nelson con 21,15.

Finale - La gara s'infiamma alla prima prova: Nelson scaglia la palla di ferro a 21,16; l'ucraino Bilonog subito dopo gli è dietro di un solo centimetro: 21,15.
Il terzo miglior lancio è di Manuel Martínez con 20,70. Al secondo turno Bilonog prova a superare l'americano ma eguaglia il 21,15 precedente. Nelson litiga con la pedana ed infila una serie di cinque nulli consecutivi.

Alla terza prova l'ucraino lancia ancora oltre i 21 metri, fermandosi a 21,07. La gara è su un equilibrio instabile, basta un centimetro per cambiare tutto. Ed è quello che succede all'ultimo turno quando Bilonog fa il 21,16. Con questa misura eguaglia il miglior lancio di Nelson, ma vince il titolo in virtù dei migliori secondi lanci.

Il bronzo va al danese Joachim Olsen con un lancio a 21,07 alla terza prova.
Nel dicembre 2012 il vincitore del getto del peso, l'ucraino Jurij Bilonoh, è stato privato della medaglia d'oro dopo essere risultato positivo ad un test anti-doping retroattivo.
Le medaglie vengono di conseguenza riassegnate ed il titolo di campione olimpico passa allo statunitense Adam Nelson.

## Risultati

### Qualificazioni
Antico Stadio di Olimpia, mercoledì 18 agosto, ore 10:00.
Accedono alla finale gli atleti che ottengono la misura di 20,40 metri o le prime 12 migliori misure.
| Pos. | Gruppo | Atleta                   | Nazionalità         | 1ª prova | 2ª prova | 3ª prova | Risultato | Note |
| ---- | ------ | ------------------------ | ------------------- | -------- | -------- | -------- | --------- | ---- |
| 1    | A      | Adam Nelson              | Stati Uniti         | x        | 21,15 m  |          | 21,15 m   | Q    |
| 2    | B      | Joachim Olsen            | Danimarca           | 20,78 m  |          |          | 20,78 m   | Q    |
| 3    | A      | Ralf Bartels             | Germania            | 20,65 m  |          |          | 20,65 m   | Q    |
| 4    | B      | John Godina              | Stati Uniti         | 19,73 m  | 20,53 m  |          | 20,53 m   | Q    |
| 5    | A      | Justin Anlezark          | Australia           | 18,53 m  | 20,45 m  |          | 20,45 m   | Q    |
| 6    | B      | Manuel Martínez          | Spagna              | 19,15 m  | 19,54 m  | 20,37 m  | 20,37 m   | q    |
| 7    | B      | Mikuláš Konopka          | Slovacchia          | 20,32 m  | 20,20 m  | x        | 20,32 m   | q    |
| 8    | A      | Andrėj Michnevič         | Bielorussia         | 20,10 m  | 20,11 m  | 20,09 m  | 20,11 m   | q    |
| 9    | A      | Petr Stehlík             | Rep. Ceca           | x        | 19,74 m  | 20,06 m  | 20,06 m   | q    |
| 10   | B      | Juryj Bjaloŭ             | Bielorussia         | x        | x        | 20,06 m  | 20,06 m   | q    |
| 11   | B      | Miroslav Vodovnik        | Slovenia            | 18,83 m  | 20,04 m  | x        | 20,04 m   | q    |
| 12   | B      | Tepa Reinikainen         | Finlandia           | 18,27 m  | 19,71 m  | 19,74 m  | 19,74 m   |      |
| 13   | A      | Rutger Smith             | Paesi Bassi         | 19,02 m  | 19,28 m  | 19,69 m  | 19,69 m   |      |
| 15   | A      | Gheorghe Gușet           | Romania             | 19,42 m  | 19,26 m  | 19,68 m  | 19,68 m   |      |
| 16   | A      | Ivan Juškov              | Russia              | 19,15 m  | 19,42 m  | 19,67 m  | 19,67 m   |      |
| 17   | B      | Pavel Lyžyn              | Bielorussia         | x        | x        | 19,60 m  | 19,60 m   |      |
| 18   | B      | Tomasz Majewski          | Polonia             | 19,55 m  | 19,07 m  | x        | 19,55 m   |      |
| 19   | B      | Ville Tiisanoja          | Finlandia           | 19,28 m  | 19,50 m  | x        | 19,50 m   |      |
| 20   | B      | Bradley Snyder           | Canada              | 19,36 m  | 19,46 m  | x        | 19,46 m   |      |
| 21   | B      | Janus Robberts           | Sudafrica           | 19,41 m  | x        | x        | 19,41 m   |      |
| 22   | A      | Reese Hoffa              | Stati Uniti         | 18,88 m  | x        | 19,40 m  | 19,40 m   |      |
| 23   | A      | Pavel Čumačenko          | Russia              | 19,17 m  | 19,38 m  | x        | 19,38 m   |      |
| 24   | B      | Zsolt Bíber              | Ungheria            | 19,31 m  | x        | x        | 19,31 m   |      |
| 25   | A      | Ivan Emilianov           | Moldavia            | 18,83 m  | 18,92 m  | 19,25 m  | 19,25 m   |      |
| 26   | A      | Taavi Peetre             | Estonia             | 19,14 m  | 18,97 m  | x        | 19,14 m   |      |
| 27   | A      | Antonín Žalský           | Rep. Ceca           | 18,93 m  | 19,09 m  | x        | 19,09 m   |      |
| 28   | B      | Peter Sack               | Germania            | 19,09 m' | 17,91 m  | x        | 19,09 m   |      |
| 29   | A      | Nedžad Mulabegović       | Croazia             | x        | 18,86 m  | 19,07 m  | 19,07 m   |      |
| 30   | B      | Khalid Habash Al-Suwaidi | Qatar               | x        | x        | 19,04 m  | 19,04 m   |      |
| 31   | B      | Pavel Sof'in             | Russia              | 18,78 m  | 19,02 m  | x        | 19,02 m   |      |
| 32   | B      | Dragan Perić             | Serbia e Montenegro | 18,91 m  | 18,79 m  | 18,74 m  | 18,91 m   |      |
| 33   | A      | Detlef Bock              | Germania            | 18,40 m  | 18,89 m  | x        | 18,89 m   |      |
| 34   | B      | Burger Lambrechts        | Sudafrica           | 18,67 m  | 18,63 m  | x        | 18,67 m   |      |
| 35   | A      | Roman Virastjuk          | Ucraina             | 18,12 m  | 18,40 m  | 18,52 m  | 18,52 m   |      |
| 36   | B      | Edis Elkasević           | Croazia             | 17,54 m  | 18,44 m  | x        | 18,44 m   |      |
| 37   | A      | Galin Kostadinov         | Bulgaria            | 17,75 m  | 17,51 m  | 17,47 m  | 17,75 m   |      |
| dq   | A      | Jurij Bilonoh            | Ucraina             | 20,61 m  |          |          | 20,61 m   | Q    |
|      | A      | Marco Antonio Verni      | Cile                | x        | x        | x        | NM        |      |
|      | A      | Bahadur Singh            | India               | x        | x        | x        | NM        |      |

### Finale
Antico Stadio di Olimpia, mercoledì 18 agosto, ore 17:30.
I migliori 8 classificati dopo i primi tre lanci accedono ai tre lanci di finale.
| Pos.    | Atleta            | Nazionalità | 1ª prova | 2ª prova | 3ª prova | 4ª prova | 5ª prova | 6ª prova | Misura  | Note |
| ------- | ----------------- | ----------- | -------- | -------- | -------- | -------- | -------- | -------- | ------- | ---- |
| Oro     | Adam Nelson       | Stati Uniti | 21,16 m  | x        | x        | x        | x        | x        | 21,16 m |      |
| Argento | Joachim Olsen     | Danimarca   | 20,47 m  | 20,48 m  | 21,07 m  | 20,78 m  | x        | x        | 21,07 m |      |
| Bronzo  | Manuel Martínez   | Spagna      | 20,70 m  | 20,21 m  | 20,48 m  | 20,78 m  | 20,84 m  | x        | 20,84 m |      |
| 4       | Andrėj Michnevič  | Bielorussia | 19,41 m  | 20,51 m  | x        | x        | 20,60 m  | x        | 20,60 m |      |
| 5       | Juryj Bjaloŭ      | Bielorussia | 20,34 m  | 20,33 m  | x        | x        | x        | 19,88 m  | 20,34 m |      |
| 6       | Justin Anlezark   | Australia   | 20,07 m  | x        | 20,31 m  | x        | x        | x        | 20,31 m |      |
| 7       | Ralf Bartels      | Germania    | 20,26 m  | x        | x        | 20,07 m  | x        | 20,00 m  | 20,26 m |      |
| 8       | John Godina       | Stati Uniti | x        | x        | 20,19 m  |          |          |          | 20,19 m |      |
| 9       | Mikuláš Konopka   | Slovacchia  | x        | 19,92 m  | 19,91 m  |          |          |          | 19,92 m |      |
| 10      | Miroslav Vodovnik | Slovenia    | 19,34 m  | 18,93 m  | x        |          |          |          | 19,34 m |      |
| 11      | Petr Stehlík      | Rep. Ceca   | 18,72 m  | x        | 19,21 m  |          |          |          | 19,21 m |      |
| dq      | Jurij Bilonoh     | Ucraina     | 21,15 m  | 21,15 m  | 21,07 m  | x        | x        | 21,16 m  | 21,16 m |      |